# Enhypen/Diskografie
Diese Diskografie ist eine Übersicht über die musikalischen Werke der südkoreanischen Boygroup Enhypen. Den Quellenangaben und Schallplattenauszeichnungen zufolge hat sie bisher mehr als 15,8 Millionen Tonträger verkauft. Ihre erfolgreichste Veröffentlichung ist das Studioalbum Romance: Untold mit über 2,7 Millionen verkauften Einheiten.

## Diskografie

### Studioalben
| Jahr | Titel Musiklabel                                    | Höchstplatzierung, Gesamtwochen, AuszeichnungChartplatzierungen (Jahr, Titel, Musiklabel, Platzierungen, Wochen, Auszeichnungen, Anmerkungen) | Höchstplatzierung, Gesamtwochen, AuszeichnungChartplatzierungen (Jahr, Titel, Musiklabel, Platzierungen, Wochen, Auszeichnungen, Anmerkungen) | Höchstplatzierung, Gesamtwochen, AuszeichnungChartplatzierungen (Jahr, Titel, Musiklabel, Platzierungen, Wochen, Auszeichnungen, Anmerkungen) | Höchstplatzierung, Gesamtwochen, AuszeichnungChartplatzierungen (Jahr, Titel, Musiklabel, Platzierungen, Wochen, Auszeichnungen, Anmerkungen) | Höchstplatzierung, Gesamtwochen, AuszeichnungChartplatzierungen (Jahr, Titel, Musiklabel, Platzierungen, Wochen, Auszeichnungen, Anmerkungen) | Höchstplatzierung, Gesamtwochen, AuszeichnungChartplatzierungen (Jahr, Titel, Musiklabel, Platzierungen, Wochen, Auszeichnungen, Anmerkungen) | Höchstplatzierung, Gesamtwochen, AuszeichnungChartplatzierungen (Jahr, Titel, Musiklabel, Platzierungen, Wochen, Auszeichnungen, Anmerkungen) | Anmerkungen                                                   |
| Jahr | Titel Musiklabel                                    | DE | AT | CH | UK | US | JP | KR | Anmerkungen                                                   |
| ---- | --------------------------------------------------- | --- | --- | --- | --- | --- | --- | --- | ------------------------------------------------------------- |
| 2021 | Dimension: Dilemma Belift Lab (Genie Music)         | DE8 (4 Wo.)DE | AT8 (3 Wo.)AT | CH33 (3 Wo.)CH | UK81 (1 Wo.)UK | US11 (3 Wo.)US | JP1 Gold · (11 Wo.)JP | KR1 Diamant · (… Wo.)KR | Erstveröffentlichung: 12. Oktober 2021 Verkäufe: + 1.100.000  |
| 2022 | Dimension: Answer Belift Lab (Genie Music)          | DE14 (16 Wo.)DE | AT18 (1 Wo.)AT | CH21 (5 Wo.)CH | — | US14 (3 Wo.)US | JP1 Gold · (6 Wo.)JP | KR1 ×3Dreifachplatin · (… Wo.)KR | Erstveröffentlichung: 10. Januar 2022 Verkäufe: + 850.000     |
| 2022 | Sadame Belift Lab (Genie Music)                     | — | — | CH79 (1 Wo.)CH | — | — | JP1 Platin · (111 Wo.)JP | — | Erstveröffentlichung: 25. Oktober 2022 Verkäufe: + 250.000    |
| 2024 | Romance: Untold Belift Lab (Genie Music)            | DE4 (10 Wo.)DE | AT2 (8 Wo.)AT | CH11 (6 Wo.)CH | — | US2 (19 Wo.)US | JP1 Platin · (4 Wo.)JP | KR1 ×2Doppeldiamant + Doppelplatin (Weverse) · (… Wo.)KR                                                                                      | Erstveröffentlichung: 12. Juli 2024 Verkäufe: + 2.750.000     |
| 2024 | Romance: Untold -Daydream- Belift Lab (Genie Music) | — | — | — | — | — | JP1 Platin · (5 Wo.)JP | KR1 Diamant · (… Wo.)KR | Erstveröffentlichung: 11. November 2024 Verkäufe: + 1.250.000 |

### EPs
| Jahr | Titel Musiklabel                          | Höchstplatzierung, Gesamtwochen, AuszeichnungChartplatzierungen (Jahr, Titel, Musiklabel, Platzierungen, Wochen, Auszeichnungen, Anmerkungen) | Höchstplatzierung, Gesamtwochen, AuszeichnungChartplatzierungen (Jahr, Titel, Musiklabel, Platzierungen, Wochen, Auszeichnungen, Anmerkungen) | Höchstplatzierung, Gesamtwochen, AuszeichnungChartplatzierungen (Jahr, Titel, Musiklabel, Platzierungen, Wochen, Auszeichnungen, Anmerkungen) | Höchstplatzierung, Gesamtwochen, AuszeichnungChartplatzierungen (Jahr, Titel, Musiklabel, Platzierungen, Wochen, Auszeichnungen, Anmerkungen) | Höchstplatzierung, Gesamtwochen, AuszeichnungChartplatzierungen (Jahr, Titel, Musiklabel, Platzierungen, Wochen, Auszeichnungen, Anmerkungen) | Höchstplatzierung, Gesamtwochen, AuszeichnungChartplatzierungen (Jahr, Titel, Musiklabel, Platzierungen, Wochen, Auszeichnungen, Anmerkungen) | Höchstplatzierung, Gesamtwochen, AuszeichnungChartplatzierungen (Jahr, Titel, Musiklabel, Platzierungen, Wochen, Auszeichnungen, Anmerkungen) | Anmerkungen                                                   |
| Jahr | Titel Musiklabel                          | DE | AT | CH | UK | US | JP | KR | Anmerkungen                                                   |
| ---- | ----------------------------------------- | --- | --- | --- | --- | --- | --- | --- | ------------------------------------------------------------- |
| 2020 | Border: Day One Belift Lab (Genie Music)  | DE95 (1 Wo.)DE | — | CH99 (1 Wo.)CH | — | — | JP2 Gold · (10 Wo.)JP | KR2 ×3Dreifachplatin · (155 Wo.)KR | Erstveröffentlichung: 30. November 2020 Verkäufe: + 850.000   |
| 2021 | Border: Carnival Belift Lab (Genie Music) | DE26 (6 Wo.)DE | AT25 (4 Wo.)AT | CH64 (3 Wo.)CH | — | US18 (2 Wo.)US | JP1 Gold · (6 Wo.)JP | KR1 Diamant · (158 Wo.)KR | Erstveröffentlichung: 26. April 2021 Verkäufe: + 1.100.000    |
| 2021 | Border: Hakanai Vertigo Records (UMG)     | — | — | — | — | — | JP1 Platin · (94 Wo.)JP | — | Erstveröffentlichung: 6. Juli 2021 Verkäufe: + 250.000        |
| 2022 | Dimension: Flash Belift Lab (Genie Music) | — | — | — | — | — | JP1 ×2Doppelplatin · (62 Wo.)JP | — | Erstveröffentlichung: 2. Mai 2022 Verkäufe: + 500.000         |
| 2022 | Manifesto: Day 1 Belift Lab (Genie Music) | DE6 (10 Wo.)DE | AT20 (5 Wo.)AT | CH15 (14 Wo.)CH | — | US6 (7 Wo.)US | JP1 Gold · (5 Wo.)JP | KR2 Diamant · (71 Wo.)KR | Erstveröffentlichung: 4. Juli 2022 Verkäufe: + 1.100.000      |
| 2023 | Dark Blood Belift Lab (Genie Music)       | DE9 (9 Wo.)DE | AT8 (5 Wo.)AT | CH5 (11 Wo.)CH | — | US4 (8 Wo.)US | JP1 Gold · (5 Wo.)JP | KR1 Diamant · (… Wo.)KR | Erstveröffentlichung: 22. Mai 2023 Verkäufe: + 1.100.000      |
| 2023 | You Belift Lab (Genie Music)              | — | — | — | — | — | JP2 a ×2Doppelplatin · (78 Wo.)JP | — | Erstveröffentlichung: 4. September 2023 Verkäufe: + 500.000   |
| 2023 | Orange Blood Belift Lab (Genie Music)     | DE17 (7 Wo.)DE | AT15 (3 Wo.)AT | CH15 (6 Wo.)CH | — | US4 (… Wo.)US | JP— GoldJP | KR1 Diamant + Platin (Weverse) · (56 Wo.)KR                                                                                                   | Erstveröffentlichung: 17. November 2023 Verkäufe: + 1.350.000 |
| 2024 | Memorabilia Belift Lab (Genie Music)      | DE71 (1 Wo.)DE | AT64 (1 Wo.)AT | — | — | — | — | KR3 Platin · (4 Wo.)KR | Erstveröffentlichung: 13. Mai 2024 Verkäufe: + 250.000        |
| 2025 | Desire: Unleash Belift Lab (Genie Music)  | DE3 (6 Wo.)DE | AT4 (5 Wo.)AT | CH11 (3 Wo.)CH | — | — | JP1 Platin · (… Wo.)JP | KR1 ×2Doppeldiamant + Platin (Weverse) · (… Wo.)KR                                                                                            | Erstveröffentlichung: 5. Juni 2025 Verkäufe: + 2.500.000      |
| 2025 | 宵 -Yoi- Belift Lab (Genie Music)         | — | — | — | — | — | JP— ×2DoppelplatinJP | — | Erstveröffentlichung: 29. Juli 2025 Verkäufe: + 500.000       |

## Singles
| Jahr | Titel Album                                            | Höchstplatzierung, Gesamtwochen, AuszeichnungChartplatzierungen (Jahr, Titel, Album, Platzierungen, Wochen, Auszeichnungen, Anmerkungen) | Höchstplatzierung, Gesamtwochen, AuszeichnungChartplatzierungen (Jahr, Titel, Album, Platzierungen, Wochen, Auszeichnungen, Anmerkungen) | Höchstplatzierung, Gesamtwochen, AuszeichnungChartplatzierungen (Jahr, Titel, Album, Platzierungen, Wochen, Auszeichnungen, Anmerkungen) | Höchstplatzierung, Gesamtwochen, AuszeichnungChartplatzierungen (Jahr, Titel, Album, Platzierungen, Wochen, Auszeichnungen, Anmerkungen) | Höchstplatzierung, Gesamtwochen, AuszeichnungChartplatzierungen (Jahr, Titel, Album, Platzierungen, Wochen, Auszeichnungen, Anmerkungen) | Höchstplatzierung, Gesamtwochen, AuszeichnungChartplatzierungen (Jahr, Titel, Album, Platzierungen, Wochen, Auszeichnungen, Anmerkungen) | Höchstplatzierung, Gesamtwochen, AuszeichnungChartplatzierungen (Jahr, Titel, Album, Platzierungen, Wochen, Auszeichnungen, Anmerkungen) | Anmerkungen                                              |
| Jahr | Titel Album                                            | DE | AT | CH | UK | US | JP | KR | Anmerkungen                                              |
| --- | ------------------------------------------------------ | --- | --- | --- | --- | --- | --- | --- | -------------------------------------------------------- |
| 2021 | Hey Tayo Tayo the Little Bus Series                    | — | — | — | — | — | — | — | Erstveröffentlichung: 29. Juli 2021                      |
| 2021 | Billy Poco Tayo the Little Bus Series                  | — | — | — | — | — | — | — | Erstveröffentlichung: 11. August 2021                    |
| 2022 | Always Muchaburi! I Am the President!                  | — | — | — | — | — | — | — | Erstveröffentlichung: 21. Februar 2022                   |
| 2022 | A Kind of Magic –                                      | — | — | — | — | — | — | — | Erstveröffentlichung: 7. Juni 2022 Original: Queen       |
| 2022 | I Need the Light –                                     | — | — | — | — | — | — | — | Erstveröffentlichung: 12. August 2022                    |
| 2022 | One in a Billion –                                     | — | — | — | — | — | — | — | Erstveröffentlichung: 6. September 2022                  |
| 2022 | Make the Change Sadame                                 | — | — | — | — | — | — | — | Erstveröffentlichung: 11. Oktober 2022                   |
| 2022 | Zero Moment Summer Strike (O.S.T.)                     | — | — | — | — | — | — | — | Erstveröffentlichung: 28. November 2022                  |
| 2023 | One and Only Pokémon Music Collective (Sampler)        | — | — | — | — | — | — | — | Erstveröffentlichung: 11. Juli 2023                      |
| 2023 | Criminal Love –                                        | — | — | — | — | — | — | — | Erstveröffentlichung: 31. Juli 2023                      |
| 2023 | Blossom You                                            | — | — | — | — | — | — | — | Erstveröffentlichung: 1. August 2023                     |
| 2023 | Keep Swimmin’ Through Baby Shark’s Big Movie! (O.S.T.) | — | — | — | — | — | — | — | Erstveröffentlichung: 3. November 2023                   |
| 2024 | What Makes You Beautiful –                             | — | — | — | — | — | — | — | Erstveröffentlichung: 23. Februar 2024                   |
| 2024 | Sweet Venom Orange Blood                               | — | — | — | — | — | — | KR120 (1 Wo.)KR | Erstveröffentlichung: 29. März 2024 (SeeB Remix)         |
| 2024 | XO (Only If You Say Yes) Romance: Untold               | — | — | — | — | — | — | KR90 (2 Wo.)KR | Erstveröffentlichung: 16. Juli 2024                      |
| 2024 | Brought the Heat Back Romance: Untold                  | — | — | — | — | — | — | KR172 (1 Wo.)KR | Erstveröffentlichung: 9. August 2024 Remix feat. Ava Max |
| 2024 | No Doubt Romance: Untold (Daydream)                    | — | — | — | — | — | — | KR55 (1 Wo.)KR | Erstveröffentlichung: 22. November 2024                  |
| Folgende Lieder erschienen nicht als Single, wurden aber durch das Album zum Download und Streaming bereitgestellt und konnten somit eine Platzierung erlangen: |                                                        | | | | | | | |                                                          |
| |                                                        | | | | | | | |                                                          |
| 2021 | Drunk-Dazed Border: Carnival                           | — | — | — | — | — | JP— Gold (Streaming)JP | KR118 (2 Wo.)KR | Charteinstieg: 25. April 2021 Verkäufe: + 100.000        |
| 2021 | Tamed-Dashed Dimension: Dilemma                        | — | — | — | — | — | — | KR110 (1 Wo.)KR | Charteinstieg: 10. Oktober 2021                          |
| 2022 | Blessed-Cursed Dimension: Answer                       | — | — | — | — | — | — | KR114 (1 Wo.)KR | Charteinstieg: 9. Januar 2022                            |
| 2022 | Future Perfect (Pass the Mic) Manifesto: Day 1         | — | — | — | — | — | — | KR108 (1 Wo.)KR | Charteinstieg: 16. Januar 2022                           |
| 2022 | Polaroid Love Dimension: Answer                        | — | — | — | — | — | — | KR112 (11 Wo.)KR | Charteinstieg: 30. Januar 2022                           |
| 2023 | Bite Me Dark Blood • You                               | — | — | — | — | — | JP— Gold (Streaming)JP | KR66 (1 Wo.)KR | Charteinstieg: 21. Mai 2023                              |

## Videoalben und Musikvideos

### Videoalben
| Jahr | Titel Musiklabel                                                                          | Höchstplatzierung, Gesamtwochen, AuszeichnungChartplatzierungen (Jahr, Titel, Musiklabel, Platzierungen, Wochen, Auszeichnungen, Anmerkungen) | Höchstplatzierung, Gesamtwochen, AuszeichnungChartplatzierungen (Jahr, Titel, Musiklabel, Platzierungen, Wochen, Auszeichnungen, Anmerkungen) | Höchstplatzierung, Gesamtwochen, AuszeichnungChartplatzierungen (Jahr, Titel, Musiklabel, Platzierungen, Wochen, Auszeichnungen, Anmerkungen) | Höchstplatzierung, Gesamtwochen, AuszeichnungChartplatzierungen (Jahr, Titel, Musiklabel, Platzierungen, Wochen, Auszeichnungen, Anmerkungen) | Höchstplatzierung, Gesamtwochen, AuszeichnungChartplatzierungen (Jahr, Titel, Musiklabel, Platzierungen, Wochen, Auszeichnungen, Anmerkungen) | Höchstplatzierung, Gesamtwochen, AuszeichnungChartplatzierungen (Jahr, Titel, Musiklabel, Platzierungen, Wochen, Auszeichnungen, Anmerkungen) | Höchstplatzierung, Gesamtwochen, AuszeichnungChartplatzierungen (Jahr, Titel, Musiklabel, Platzierungen, Wochen, Auszeichnungen, Anmerkungen) | Anmerkungen                                              |
| Jahr | Titel Musiklabel                                                                          | DE | AT | CH | UK | US | JP | KR | Anmerkungen                                              |
| ---- | ----------------------------------------------------------------------------------------- | --- | --- | --- | --- | --- | --- | --- | -------------------------------------------------------- |
| 2021 | Enhypen 2021 Season’s Greetings Play Company Corporation (PCC)                            | — | — | — | — | — | JP1 (… Wo.)JP | — | Erstveröffentlichung: 15. Januar 2021 Verkäufe: + 12.758 |
| 2021 | 2021 Enhypen Fanmeeting – En-Connect Play Company Corporation (PCC)                       | — | — | — | — | — | JP3 (… Wo.)JP | — | Erstveröffentlichung: 16. Juli 2021 Verkäufe: + 8.671    |
| 2022 | Pieces of Memories and Memories: Step 1 Play Company Corporation (PCC)                    | — | — | — | — | — | — | — | Erstveröffentlichung: 3. März 2022 Verkäufe: + 15.628    |
| 2023 | Enhypen World Tour ’Manifesto’ in Japan Kyocera Dome Osaka Play Company Corporation (PCC) | — | — | — | — | — | JP2 (29 Wo.)JP | — | Erstveröffentlichung: 26. Juli 2023                      |
| 2023 | Pieces of Memories and Memories: Step 2 Play Company Corporation (PCC)                    | — | — | — | — | — | — | — | Erstveröffentlichung: 11. August 2023                    |
| 2024 | Enhypen World Tour ‘Fate’ in Japan (通常盤・初回プレス) Play Company Corporation (PCC)    | — | — | — | — | — | JP1 (15 Wo.)JP | — | Erstveröffentlichung: 20. November 2024                  |

### Musikvideos
| Jahr | Titel                         | Regie                                                                                          |
| ---- | ----------------------------- | ---------------------------------------------------------------------------------------------- |
| 2020 | Given-Taken                   | Yong-Seok Choi (2020, Standard- + Choreography-Version) Seong Wonmo (2021, Japanese-Version)   |
| 2020 | Let Me In (20 Cube)           | Nuri Jeong                                                                                     |
| 2021 | Drunk-Dazed                   | Yong-Seok Choi (Standard- + Choreography-Version)                                              |
| 2021 | Fever                         | Nuri Jeong                                                                                     |
| 2021 | Tamed-Dashed                  | Yong-Seok Choi (Standard- + Seaside-Version) Seong Wonmo (2022, Japanese-Version)              |
| 2022 | Blessed-Cursed                | Yong-Seok Choi (Standard- + Choreography-Version) Kiyoul Chung, Seong Wonmo (Japanese-Version) |
| 2022 | Future Perfect (Pass the MIC) | Yong-Seok Choi (Standard- + Choreography-Version) Kwon Yong-soo (Japanese-Version)             |
| 2022 | ParadoXXX Invasion            | Kwon Yong-soo                                                                                  |
| 2022 | One in a Billion              | Park Minseon                                                                                   |
| 2023 | Bite Me                       | Mingyu Song (Standard-Version) Kwon Yong-soo (Japanese-Version)                                |
| 2023 | Sacrifice (Eat Me Up)         | Kwon Yong-soo (Standard- + Performance-Version)                                                |
| 2023 | One and Only                  | Yong-soo Kwon                                                                                  |
| 2023 | Sweet Venom                   | Su Ho Lee                                                                                      |
| 2024 | XO (Only If You Say Yes)      | Kim Minjae (Standard- + Performance-Version)                                                   |
| 2024 | Brought the Heat Back         | Hyein Lee (Standard-Version) Jo Beom-jin (Performance-Version)                                 |
| 2024 | No Doubt                      | Yunah Sheep (Standard- + Performance-Version)                                                  |

## Promoveröffentlichungen
| Jahr | Titel Album | Anmerkungen                                              |
| ---- | ----------- | -------------------------------------------------------- |
| 2024 | I Need U –  | Erstveröffentlichung: 16. Februar 2024 Spotify-Exclusive |

## Sonderveröffentlichungen

### Lieder
| Jahr | Titel Album                           | Anmerkungen                              |
| ---- | ------------------------------------- | ---------------------------------------- |
| 2021 | One and Only Pokémon Music Collective | Erstveröffentlichung: 27. September 2023 |

| Jahr | Titel Soundtrack                              | Anmerkungen                            |
| ---- | --------------------------------------------- | -------------------------------------- |
| 2023 | Zero Moment Summer Strike                     | Erstveröffentlichung: 2. Januar 2023   |
| 2023 | Keep Swimmin’ Through Baby Shark’s Big Movie! | Erstveröffentlichung: 8. Dezember 2023 |

### Videoalben
| Jahr | Titel Musiklabel                                               | Anmerkungen                                                               |
| ---- | -------------------------------------------------------------- | ------------------------------------------------------------------------- |
| 2021 | Enhypen 2022 Season’s Greetings Play Company Corporation (PCC) | Erstveröffentlichung: 20. Dezember 2021 Veröffentlichung nur über Weverse |

## Statistik

### Chartauswertung
|                     | DE     | AT    | CH     | UK    | US    | JP     | KR     |
| ------------------- | ------ | ----- | ------ | ----- | ----- | ------ | ------ |
| Nummer-eins-Alben   | DE—DE  | AT—AT | CH—CH  | UK—UK | US—US | JP11JP | KR8KR  |
| Top-10-Alben        | DE5DE  | AT4AT | CH1CH  | UK—UK | US4US | JP12JP | KR11KR |
| Alben in den Charts | DE10DE | AT9AT | CH10CH | UK1UK | US7US | JP13JP | KR11KR |

|                       | DE    | AT    | CH    | UK    | US    | JP    | KR    |
| --------------------- | ----- | ----- | ----- | ----- | ----- | ----- | ----- |
| Nummer-eins-Singles   | DE—DE | AT—AT | CH—CH | UK—UK | US—US | JP—JP | KR—KR |
| Top-10-Singles        | DE—DE | AT—AT | CH—CH | UK—UK | US—US | JP—JP | KR—KR |
| Singles in den Charts | DE—DE | AT—AT | CH—CH | UK—UK | US—US | JP—JP | KR9KR |

|                          | DE    | AT    | CH    | UK    | US    | JP    | KR    |
| ------------------------ | ----- | ----- | ----- | ----- | ----- | ----- | ----- |
| Nummer-eins-Videoalben   | DE—DE | AT—AT | CH—CH | UK—UK | US—US | JP2JP | KR—KR |
| Top-10-Videoalben        | DE—DE | AT—AT | CH—CH | UK—UK | US—US | JP4JP | KR—KR |
| Videoalben in den Charts | DE—DE | AT—AT | CH—CH | UK—UK | US—US | JP4JP | KR—KR |

### Auszeichnungen für Musikverkäufe
Anmerkung: Auszeichnungen in Ländern aus den Charttabellen bzw. Chartboxen sind in ebendiesen zu finden.
| Land/RegionAuszeichnungen für Musikverkäufe (Land/Region, Auszeichnungen, Verkäufe, Quellen) | Gold     | Platin       | Diamant       | Verkäufe   | Quellen        |
| -------------------------------------------------------------------------------------------- | -------- | ------------ | ------------- | ---------- | -------------- |
| Japan (RIAJ)                                                                                 | 9× Gold9 | 11× Platin11 | —             | 3.587.057  | riaj.or.jp     |
| Südkorea (KMCA)                                                                              | —        | 11× Platin11 | 10× Diamant10 | 12.750.000 | circlechart.kr |
| Insgesamt                                                                                    | 9× Gold9 | 22× Platin22 | 10× Diamant10 |            |                |